# 严景华
严景华（1964年10月—），女，安徽太湖人，民革会员，曾任中国科学院微生物研究所研究员，现任昌平实验室科学家。

## 生平
1986年毕业于安徽师范大学生物系，1989年于南京农业大学获硕士学位，同年任教于安徽农业大学。2004年于中国人民解放军军事医学科学院获博士学位，同年进入中国科学院微生物研究所工作。2024年起，任昌平实验室科学家。

## 学术贡献
主要从事新发突发传染病疫苗和抗体药物的研究工作。在Cell、Nature、Nature Immunology等发表论文100多篇，授权专利40多项。

## 社会兼职
中国生物工程学会抗体专业委员会主任委员，中国工程学会精准医疗与伴随诊断专业会员会副主任委员，《科学通报》、《Biosafety and Health》、《Journal of Genetics and Genomics》等期刊编委。

## 奖励与荣誉
- 2017年，获中华预防医学会科学技术奖一等奖（第三完成人）[6]
- 2019年，获“求是杰出科技成就集体奖”[7]
- 2020年，获第二届全国创新争先奖[8]
- 2020年，获“全国抗击新冠肺炎疫情先进个人”称号
- 2023年，获第五届转化医学杰出贡献奖（团队奖）[9]
- 2023年，获国务院政府特殊津贴
- 2023年，入选中国工程院2023年院士增选有效候选人名单[10]